# Operación Slapstick
La Operación Slapstick es el nombre en clave para el desembarco británico en el puerto italiano de Tarento durante la Segunda Guerra Mundial. La operación, uno de los tres desembarcos durante la invasión aliada de Italia, fue llevada a cabo por la 1.ª División Aerotransportada británica en septiembre de 1943.
Planeada con poca anticipación, la misión siguió una oferta del gobierno italiano de abrir los puertos de Tarento y Brindisi en el talón de Italia a los Aliados. La división aerotransportada fue seleccionada para ejecutar la misión, pero en ese momento estaba localizada en África del Norte. La escasez de aviones de transporte trajo como consecuencia que la división no pudo aterrizar de forma tradicional por medio de paracaídas y planeadores; y todas las lanchas de desembarco en el área ya estaban asignadas a otros desembarcos: Operación Avalanche en Salerno en la costa occidental y Operación Baytown en Calabria. En cambio, para esta operación, la división debió ser transportada a lo largo del Mediterráneo por buques de la Marina Real Británica. El desembarco no tuvo resistencia y la división aerotransportada capturó exitosamente los puertos de Tarento y, luego, Brindisi en la costa adriática.

## Antecedentes

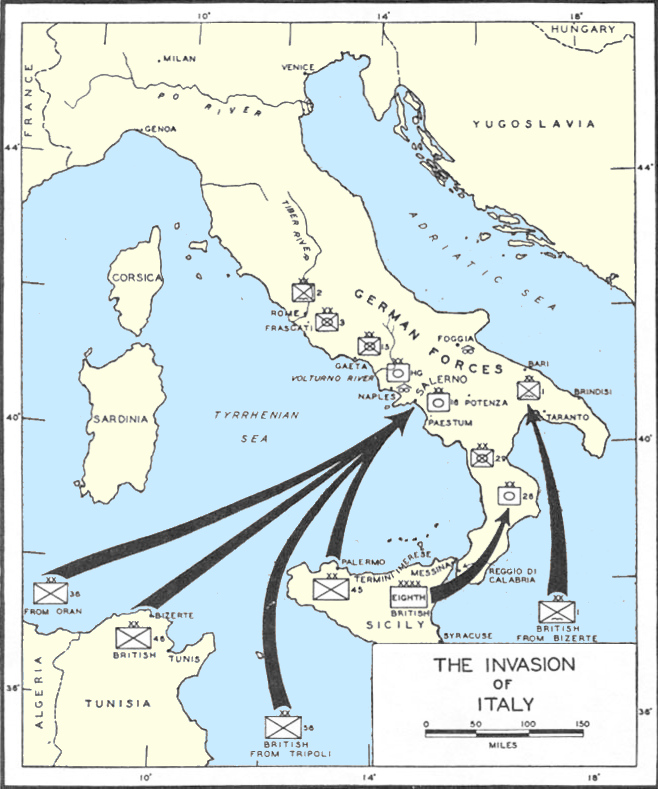
Plan de la invasión aliada de Italia.

En mayo de 1943, las potencias del Eje de la Alemania nazi y la Italia fascista fueron derrotadas en la campaña en África del Norte. Dos meses después, los Aliados del Reino Unido y los Estados Unidos invadieron Sicilia con éxito. Una vez que la isla estuvo completamente ocupada a fines de agosto, los Aliados dirigieron su atención a la invasión de Italia.
El 3 de septiembre de 1943, el 8º Ejército Británico cruzó el estrecho de Mesina de Sicilia y llegó a Calabria durante la Operación Baytown para capturar los puertos de Reggio y San Giovanni. La invasión principal fue planeada para el 9 de septiembre, con la llegada del 5º Ejército estadounidense a Salerno en la costa occidental en la Operación Avalanche, con Nápoles como su objetivo inmediato. 
Los Aliados esperaban que la invasión persuadiría a las fuerzas italianas a rendirse. De hacerlo, las cinco divisiones italianas en Francia y las 29 en los Balcanes tendrían que ser reemplazadas por formaciones alemanas. Asimismo, si los alemanes decidían entonces continuar la lucha en Italia, tendrían que replegar algunas de sus divisiones en campaña en el Frente Oriental o en tareas de ocupación en Francia.
Durante las negociaciones secretas para la rendición con los Aliados a inicios de septiembre, el Gobierno italiano ofreció abrir los puertos de Tarento y Brindisi en la costa oriental. Las fuerzas alemanas en el área eran muy débiles y se esperaba que se retiraran antes que luchar, en caso de que los Aliados desembarcaran allí. El general Eisenhower, el Comandante en Jefe aliado, planeó rápidamente un tercer desembarco, bajo el nombre en clave Slapstick, para aprovechar el ofrecimiento italiano.
En parte, Slapstick era una operación de engaño para distraer a las fuerzas alemanas y desviarlas lejos de los desembarcos principales aliados en Salerno el mismo día, mientras intentaban capturar Tarento y Brindisi intactos. El principal valor de Tarento era su gran puerto. Su captura, junto con la esperada ocupación de Nápoles al oeste por los estadounidenses, daría a los Aliados puntos de abastecimiento en ambas costas italianas.